# Acantholycosa lignaria
Acantholycosa lignaria là một loài nhện trong họ Lycosidae.
Loài này thuộc chi Acantholycosa. Acantholycosa lignaria được Carl Alexander Clerck miêu tả năm 1757.

## Hình ảnh

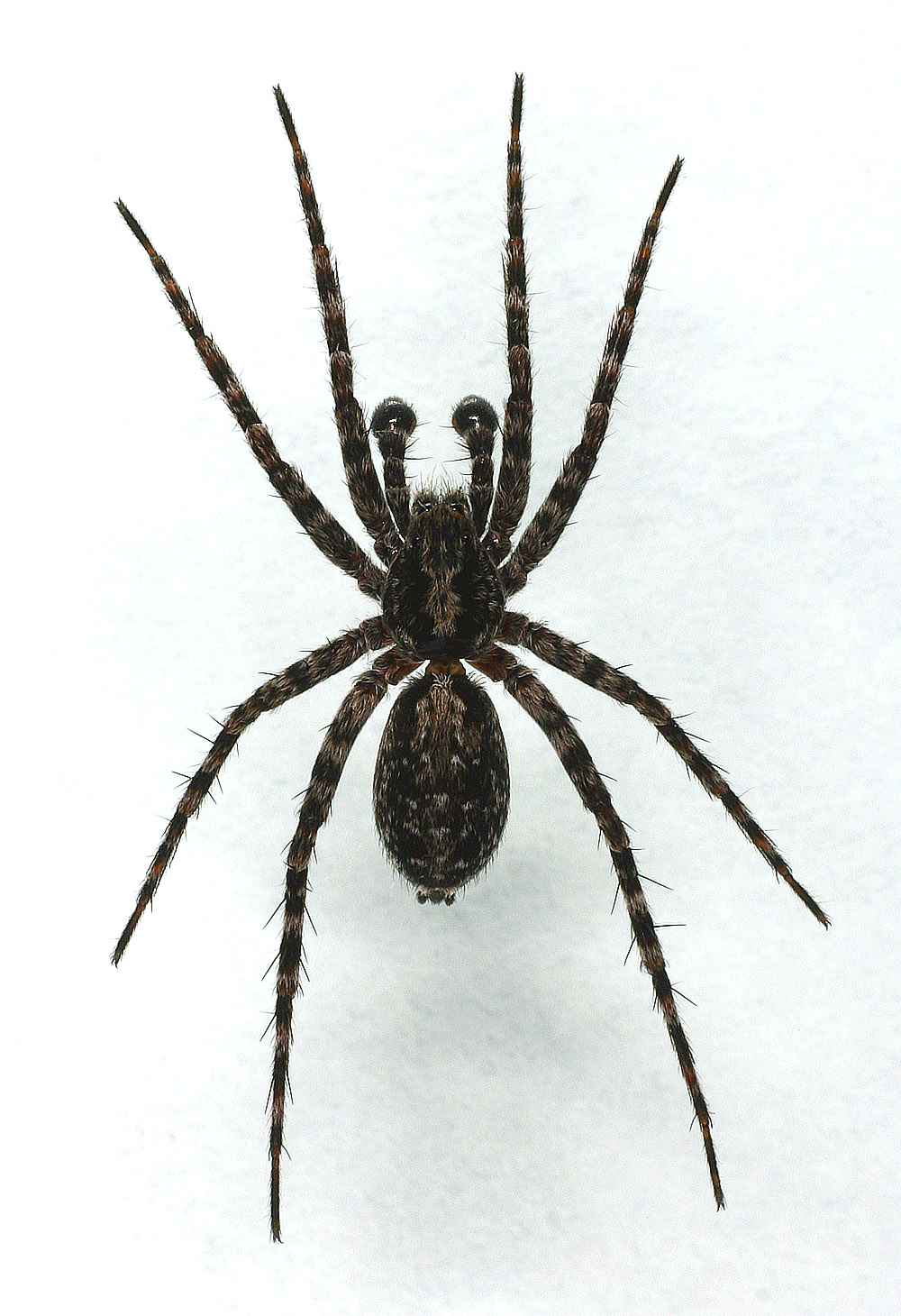
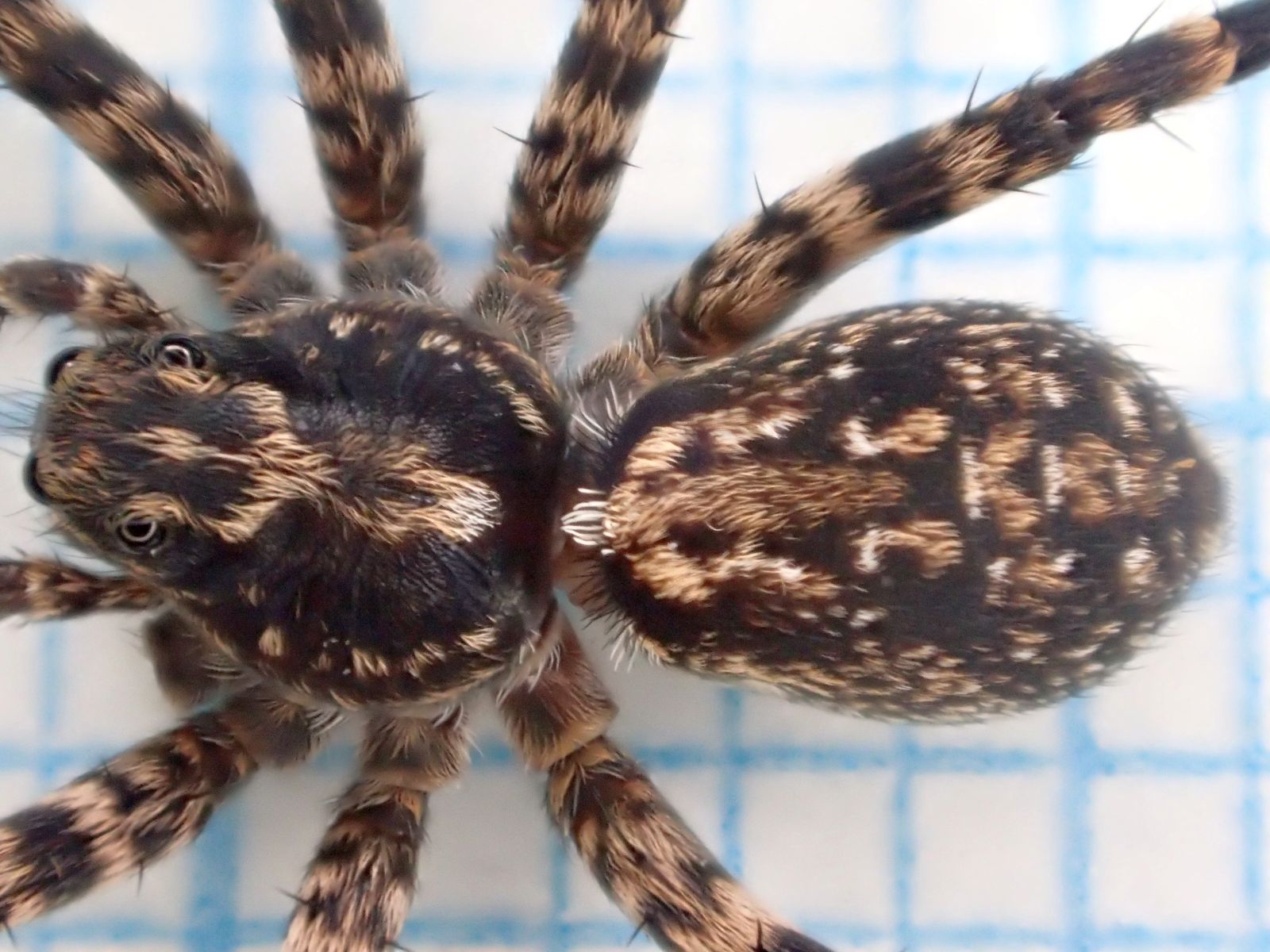
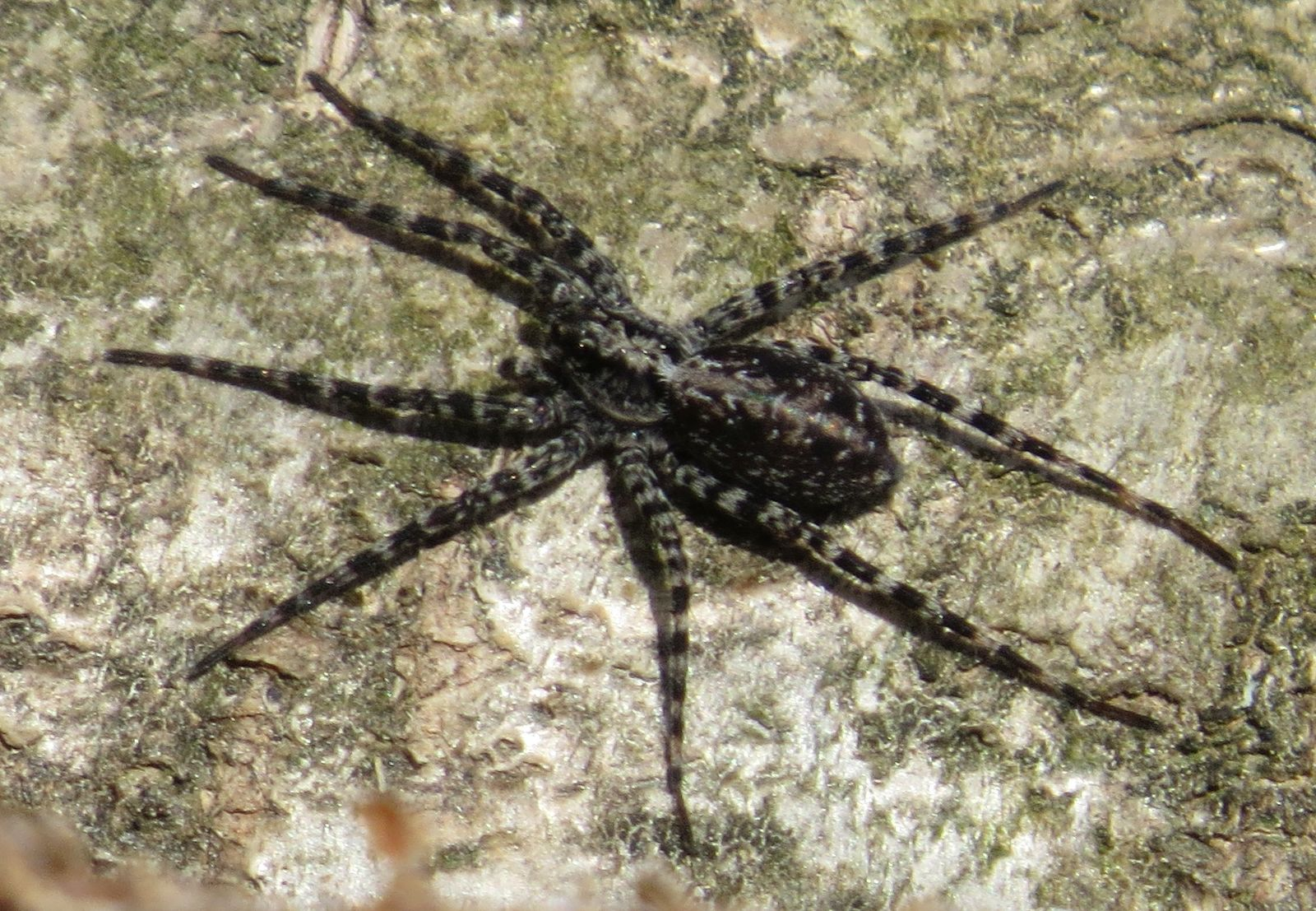
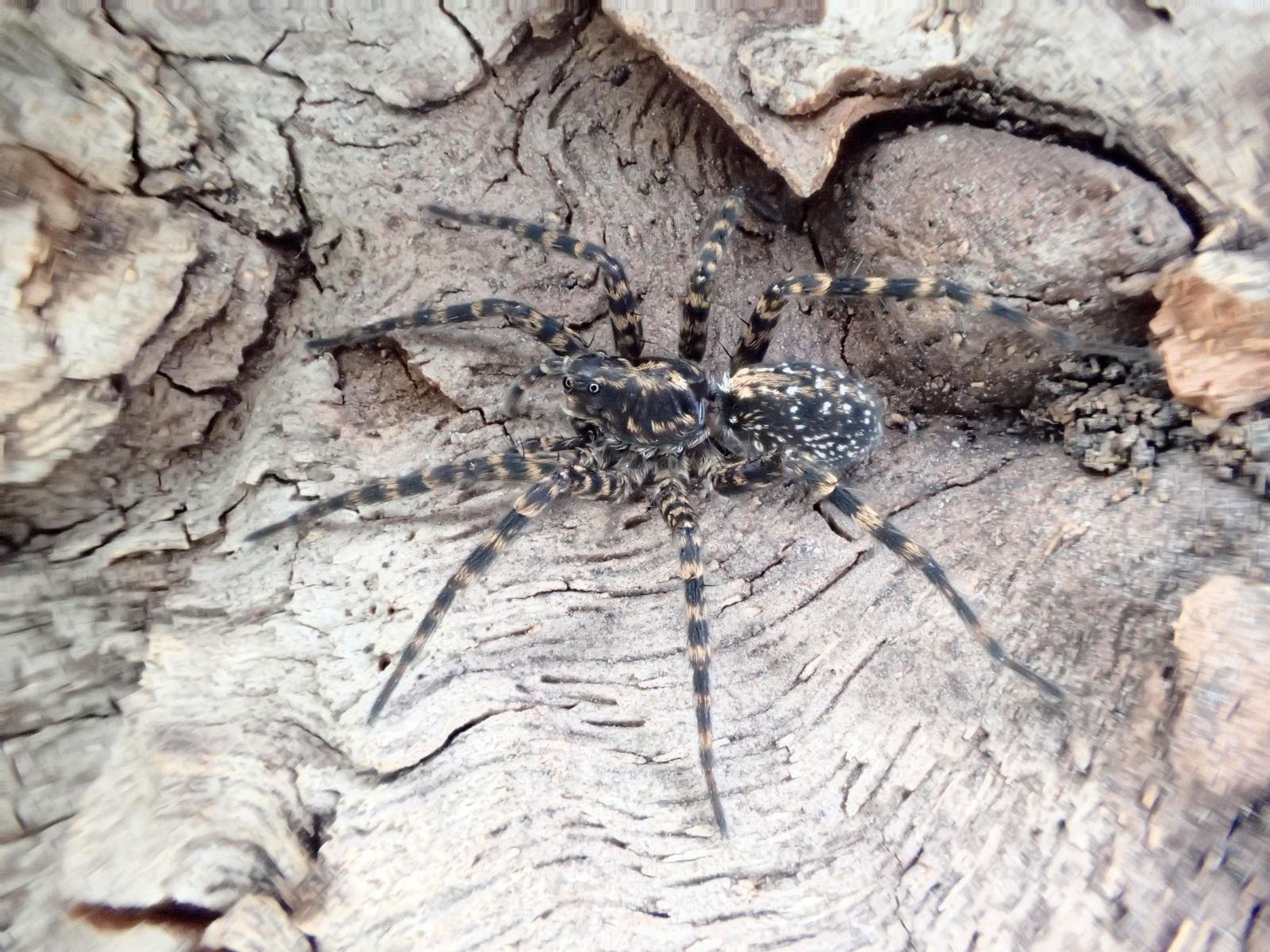
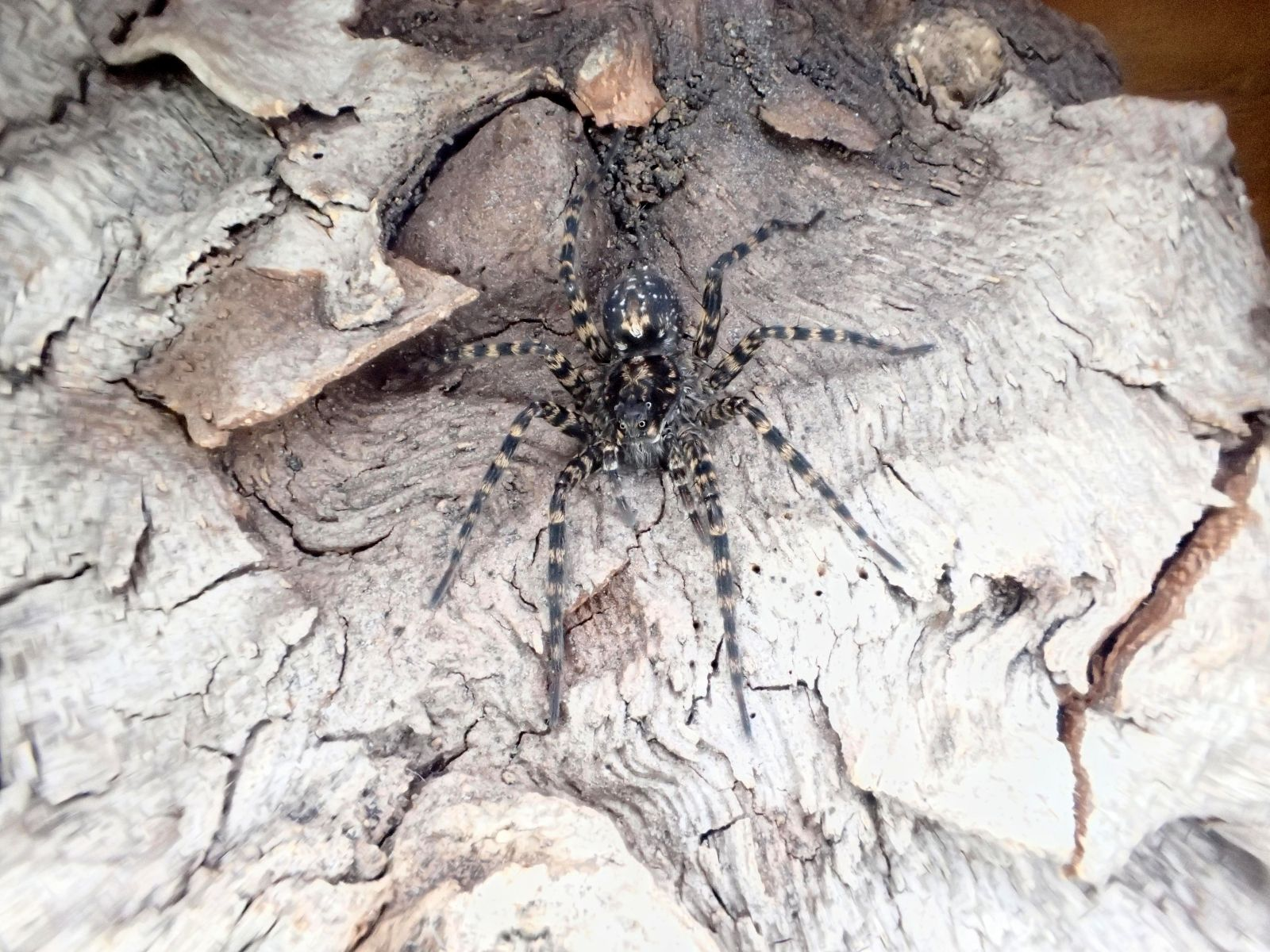